# Thabana Morena
Thabana Morena, également connue sous le nom de Monyake, est une localité située dans la région de Mafeteng, au Lesotho. Elle est reconnue pour plusieurs aspects.

## Géographie
Thabana Morena est située à une altitude d'environ 1 710 mètres, offrant un paysage montagneux caractéristique du Lesotho,,.

## Paléontologie
Le nom Thabana Morena est associé au dinosaure herbivore Meroktenos thabanensis, découvert près de cette région. Ce dinosaure, appartenant aux sauropodomorphes, a vécu au Trias supérieur (Norian, il y a environ 220 à 210 millions d'années). Les fossiles retrouvés, notamment un fémur de 48 Cm, suggèrent une longueur totale d'environ quatre mètres. La découverte a été effectuée en  par François Ellenberger et ses collègues,,.

## Politique
La localité est représentée politiquement par Selibe Mochoboroane, ministre de la Santé du Lesotho depuis octobre 2022. Il est également membre du parlement pour la circonscription de Thabana Morena.

## Culture
Thabana Morena est également associée à des événements culturels. Par exemple, des commémorations ont été organisées, avec la participation de personnalités locales comme Bereng Majoro, un musicien renommé du genre Famo.

## Cartographie
Pour une représentation géographique précise, une carte en relief de Thabana Morena est disponible, offrant une vue détaillée de la topographie de la région.
|  |